# Ildeprando de Spoleto
Ildeprando, Alibrando o Alibrande (f. c. 789) fue un duque lombardo, duque de Spoleto del 774 al 789.

## Duque
Cuando Teodicio de Spoleto perdió el mando tras el sitio de Pavía, los lombardos del ducado de Spoleto hicieron duque a Ildeprando y se apresuraron a someterse a los francos. Ildeprando prefirió huir a Roma antes que dar la bienvenida a los francos e hizo pleito homenaje al papa Adriano I. Sin embargo, la controversia entre Carlomagno y Adriano permitió que aquel sometiese el ducado a su autoridad durante los años siguientes. Hay constancia de una donación de Ildeprando a la abadía de Farfa en enero del 776, datada según el reinado de Carlomagno y en otro documento del año siguiente queda claro que el ducado no estaba sometido a la soberanía papal.
Adriano acusó al duque en el 775 de haberse sumado a una conjura con Hrodgaud de Friuli y Arechis II de Benevento, pero no hay pruebas de tal cosa, si bien la acusación papal hizo de Ildeprando un enemigo acérrimo del papado a partir de entonces.
El duque viajó a Virciniacum —probablemente Verzenay cerca de Reims— en el 779,  para jurar lealtad a Carlomagno. Llevó consigo regalos y se fue con la promesa de que el rey protegería sus intereses frente al papa.
En 788, se unió a las huestes francas y lombardas que se enfrentaron a los bizantinos que trataban de invadir la región. Murió al año siguiente y le sucedió en el ducado un franco, Winigiso.